# Matilda Bickers
Matilda Bickers (Portland, Oregón) es una artista, escritora, activista estadounidense por los derechos de las trabajadoras sexuales. Escribió para proyectos como $pread, Tits and Sass y el Red Umbrella Project. Es la fundadora de STROLL, la organización de promoción de los derechos de las trabajadoras sexuales y los desamparados, y fundadora y editora de la publicación trimestral Working It, que presenta obras de arte y escritos de trabajadoras sexuales de todo el mundo, con un tema específico para Portland (Oregón).

## Activismo
En 2014, Bickers y su compañera de trabajo Amy Pitts presentaron una demanda contra su entonces lugar de trabajo, Casa Diablo, demandando salarios atrasados, clasificación errónea de su trato profesional y agresión.
Mientras avanzaba la demanda, Bickers se unió a una coalición de trabajadoras sexuales, trabajadoras sociales y cabilderos que intentaban convertir en ley las protecciones para las estríperes. Estos esfuerzos se hicieron realidad en la HB 3059, que estableció una línea directa de la Oficina de Trabajo e Industrias para artistas en vivo en Oregón, una línea directa que Bickers se convirtió en la primera (y última) para el personal en diciembre de 2015. Mientras tanto, Bickers también inició el proyecto de divulgación en la calle STROLL, financiado en parte por Cascade AIDS Project con el apoyo de Abeni, una organización de derechos de las trabajadoras sexuales del sur de California dirigida por Meg Vallee Muñoz, y puso "$ pread the Love", la primera de lo que se convertiría en la muestra de arte anual Art by Tarts con obras de trabajadoras sexuales de todo el mundo.
En febrero de 2016, Bickers y otros miembros de STROLL testificaron en el Capitolio del Estado de Oregón contra una legislación que hubiera hecho que recibir refugio, servicios o bienes de fondos derivados de la prostitución fuera un delito.
STROLL
En julio de 2016, Bickers y Logan de We Are Dancers presentaron una conferencia y un taller sobre explotación laboral y clasificación errónea de bailarines en la Conferencia de la Alianza Desiree.
La Quinta Muestra Anual de Arte de Trabajadoras Sexuales de Portland fue organizada por PICA, el Instituto de Arte Contemporáneo de Portland, en noviembre de 2019. La primera semana de la muestra ofreció talleres de publicación solo para trabajadoras sexuales, una conferencia de una trabajadora sexual estadounidense desde hace mucho tiempo. la activista Emi Koyama sobre la historia del activismo de las trabajadoras sexuales en el noroeste del Pacífico y, en particular, los efectos del aumento de los alquileres y el NIMBYismo; un panel multigeneracional de trabajadoras sexuales de todas las áreas de la industria debaten sobre sexo y poder, actuaciones de los artistas estadounidenses Juicebox, Dee Lyrium y Philip Edward King, y un panel final sobre arte y activismo.
Legislación
Bickers continúa trabajando en la legislación para proteger los derechos humanos de las personas vulnerables y los trabajadores explotados, centrándose en el cabildeo en la sesión legislativa de 2019 para obtener una legislación protectora que incluya: hacer que sea ilegal que las fuerzas del orden tengan relaciones sexuales con los trabajadores antes de arrestarlos; permitir que los trabajadores trabajen juntos o compartan un espacio por razones de seguridad sin ser vulnerables a los cargos de trata o explotación mutua; y permitir que las trabajadoras sexuales de servicio completo denuncien las agresiones sin que sus trabajos se utilicen como prueba para enjuiciarlas mientras se ignoran sus agresiones.